# Кішкунмайша
Кішкунмайша (угор. Kiskunmajsa) — невелике місто на півдні Угорщини, входить до складу медьє Бач-Кішкун.

## Географія
Місто знаходиться в східній частині медьє, на відносно рівнинній місцевості, на березі каналу Фехерто-Майшаш-Фечаторна. Абсолютна висота — 100 метрів над рівнем моря.
Кішкунмайша розташована на відстані приблизно 43 кілометрів на південь від Кечкемета, адміністративного центру медьє і на відстані 110 кілометрів на південний схід від Будапешта, столиці країни.
Місто займає площу 221,99 км².

## Демографія
За даними офіційного перепису 2001 року, населення становило 12 091 людини.
Динаміка чисельності населення міста по роках:
| 1987  | 1996   | 2001  | 2012   | 2013   | 2014   | 2018   |
| ----- | ------ | ----- | ------ | ------ | ------ | ------ |
| 12600 | 11 951 | 12091 | 11 815 | 11 498 | 11 505 | 10 968 |

У 2001 році 93 % населення міста було угорським, 6 % — циганським і 1 % — іншими національностями .
За переписом 2011 року 91,7 % населення сказали, що вони угорці, 6,5 % циган, 1 % німців, 0,4 % румунів (7,4 % не коментували).
Релігійний розподіл був таким: римо-католики 67,8 %, реформати 2,8 %, лютеранські 0,4 %, греко-католики 0,1 %, нетрадиційні 9,1 % (18,3 % не коментували).

## Міста-побратими
- Бад-Шенборн, Німеччина
- Байїнь, КНР[4]
- Бачка-Топола, Сербія
- Георгень, Румунія
- Ломмач, Німеччина
- Люблінець, Республіка Польща